# 拉罗克 (吉伦特省)
拉罗克（法語：Laroque，法語發音：[laʁɔk]）是法国吉伦特省的一个市镇，属于朗贡区。

## 地理
拉罗克（44°39'35"N, 0°18'16"W）面积2.97 平方千米，位于法国新阿基坦大区吉倫特省，该省份为法国西南部沿海省份，是法國本土面积最大的省，北起滨海夏朗德省，西临大西洋，南至朗德省，东南接洛特-加龍省，东临多爾多涅省。
与拉罗克接壤的市镇（或旧市镇、城区）包括：里翁、贝盖、加龙河畔卡迪亚克、奥梅。

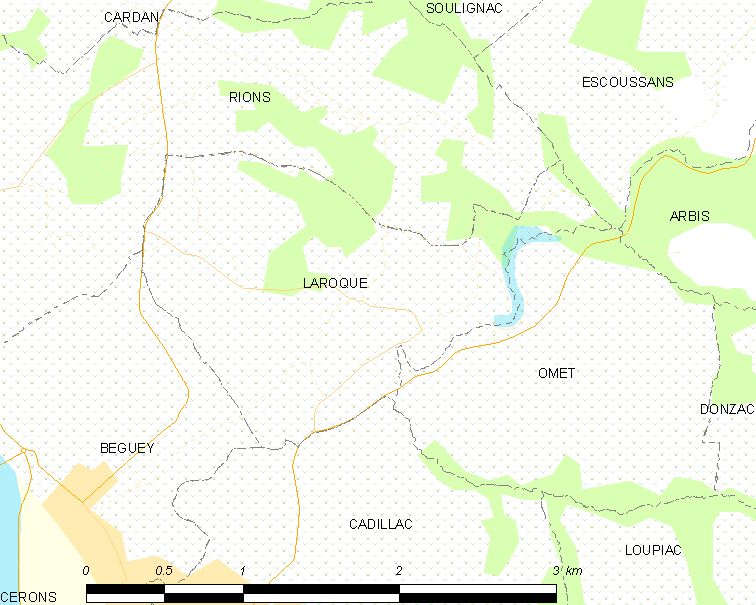
的OSM定位图

拉罗克的时区为UTC+01:00、UTC+02:00（夏令时）。

## 行政
拉罗克的邮政编码为33410，INSEE市镇编码为33231。

## 政治
拉罗克所属的省级选区为海间县。

## 人口

1962-2008年间人口变化图示

拉罗克于2022年1月1日时的人口数量为288人。